# Veluwe
Veluwe (nederländska: De Veluwe) är en i huvudsak skogklädd region i den nederländska provinsen Gelderland. Den var tidigare del av hertigdömet Gelre. Veluwe är cirka 1 000 kvadratkilometer stor, varav 912 km² är Natura 2000-område.

## Geografi
Stora delar av Veluwe består av moräner från Saale-istiden (området nåddes inte av isen under den senaste istiden). Områdets högsta punkt, Signaal Imbosch, är belägen 110 meter över havet; detta är den högsta punkten i Nederländerna frånsett södra delen av Limburg. I norr finns Leuvenhorsts dynfält och Leuvenumskogen.
I höjd med Apeldoorn finns kronodomänen Het Loo, den största lantegendomen i landet med en yta på 104 kvadratkilometer. En tjugondel av området täcks av nationalparken De Hoge Veluwe, vilken ibland blandas samman med området i sin helhet.
Området är väl besökt av turister; årligen besöks Veluwe av ungefär 30 miljoner turister. Antal boende i Veluwe är dock (i Natura 2000-reservatet) endast 14 000.

## Etymologi
Namnet Veluwe är relaterat till det forngermanska ordet *falwa (blek). I betydelsen "obrukat land" har ordet en motsvarighet i engelskans fallow lands.

## Bildgalleri

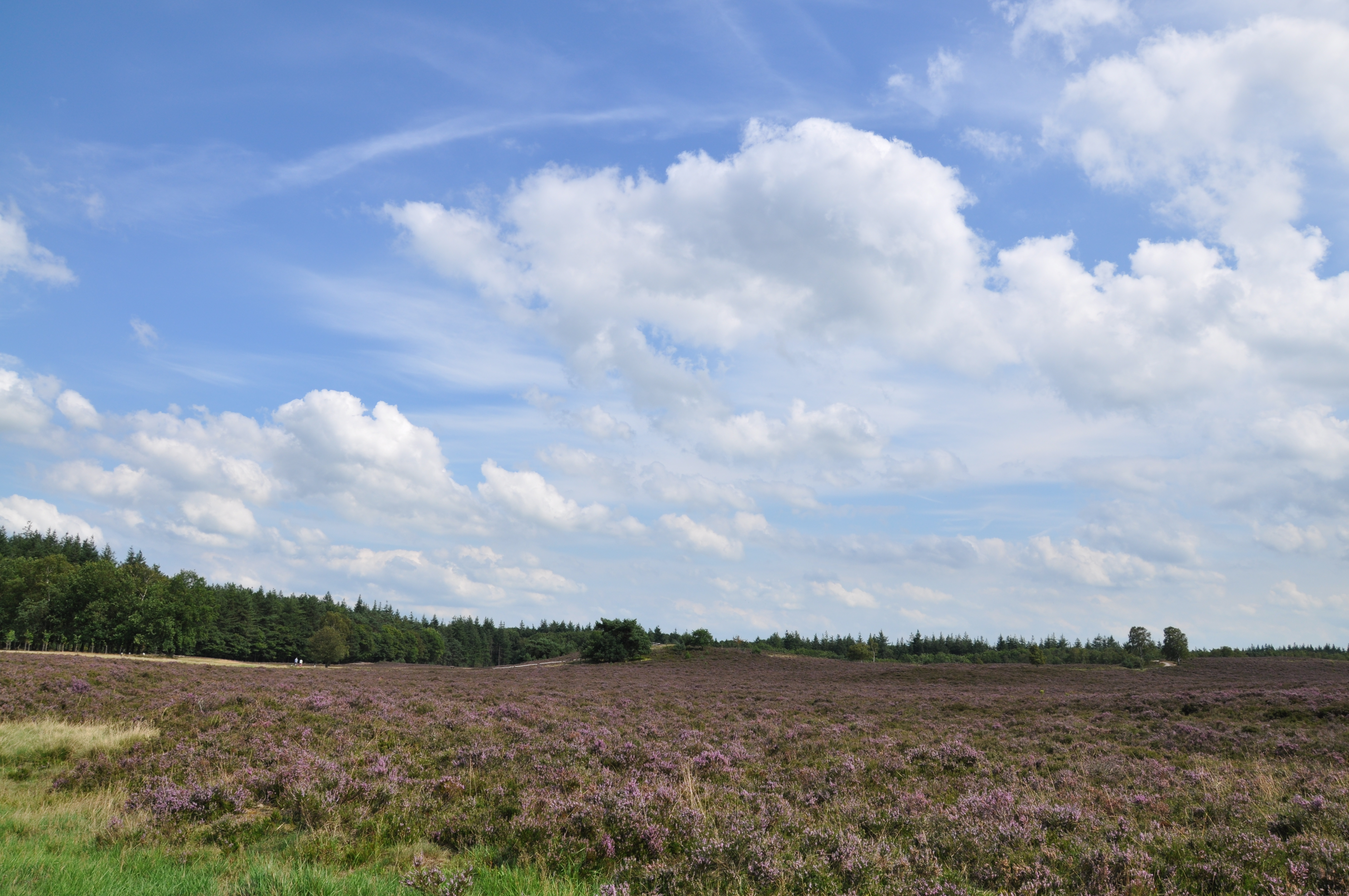
Hedlandskap.
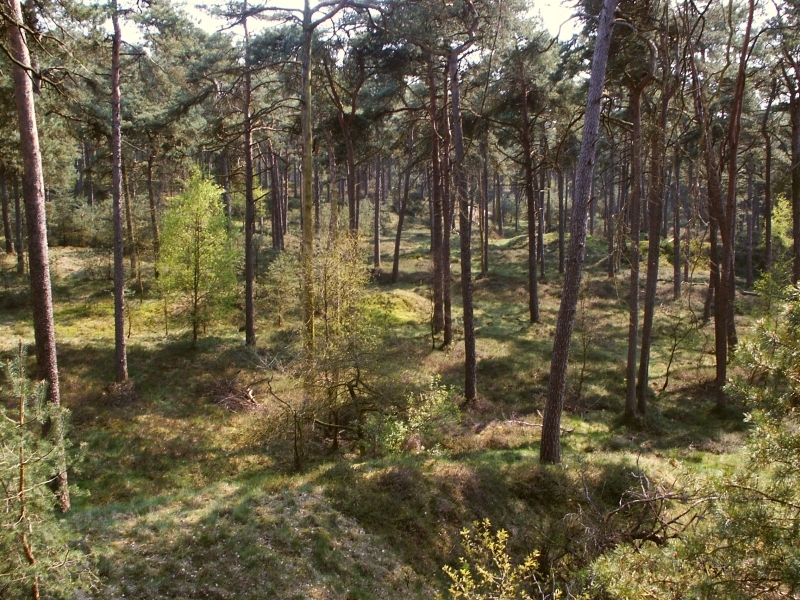
Skog i Veluwe.
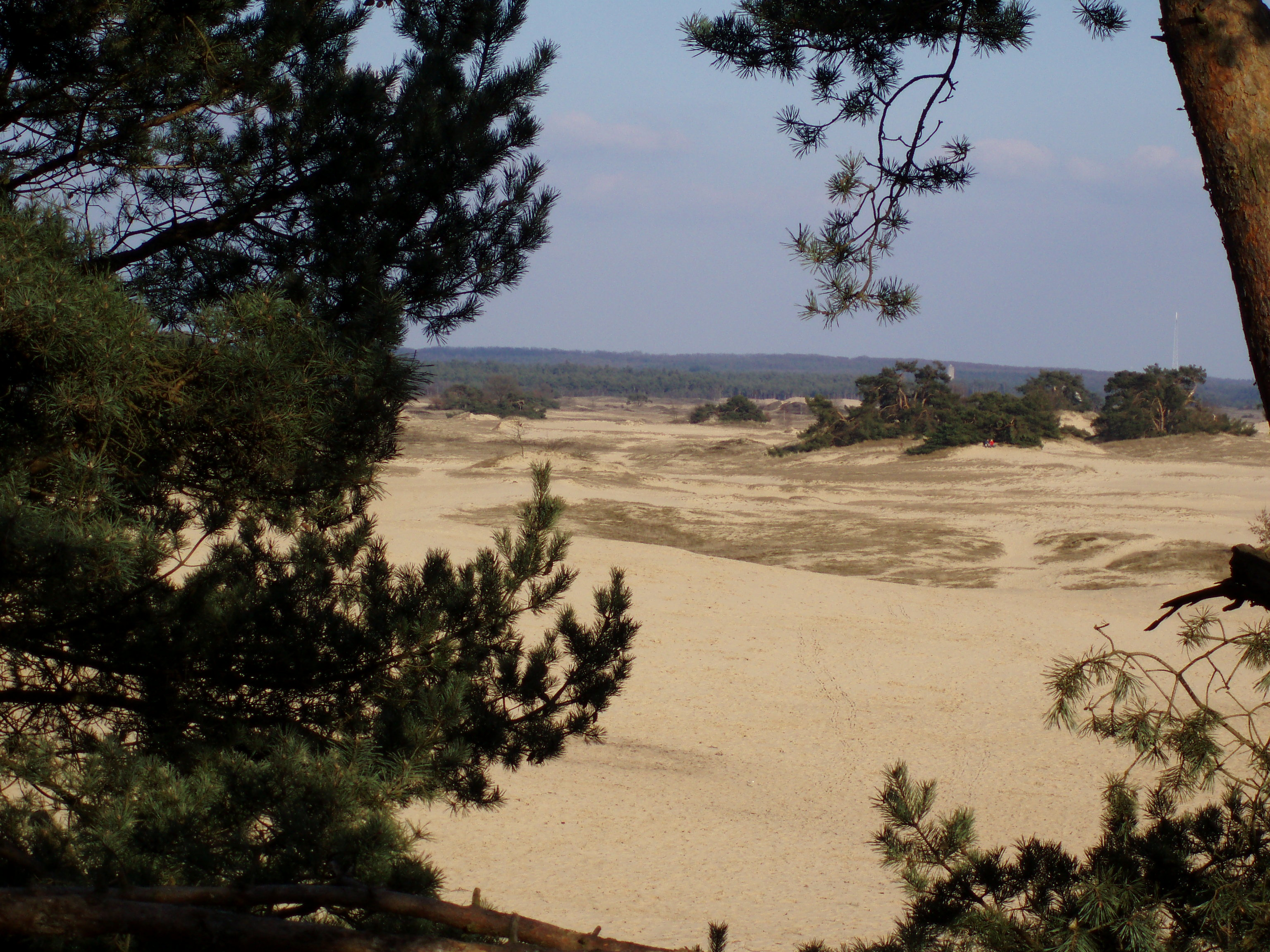
Delvis skogklätt dynfält.
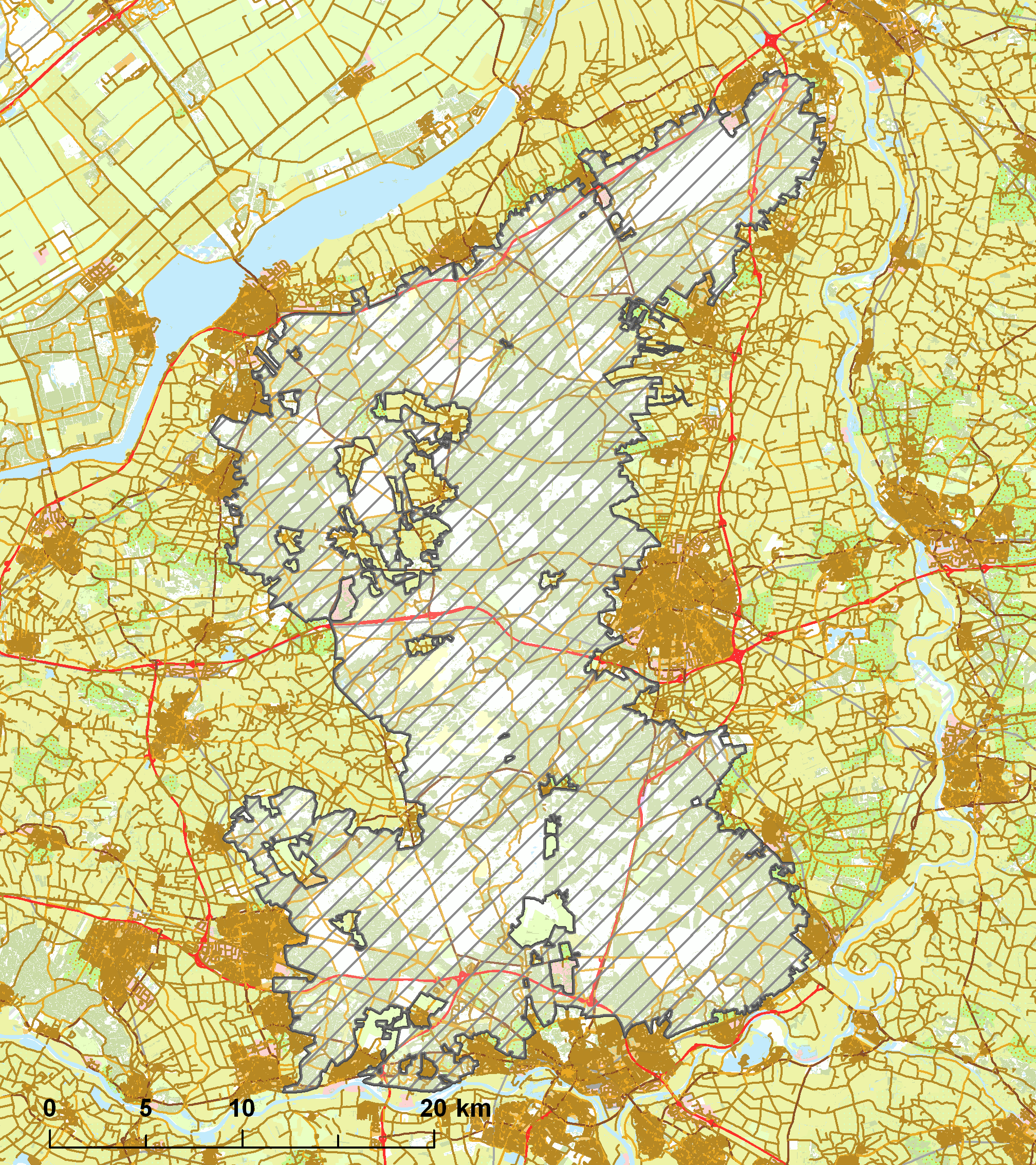
Natura 2000-området Veluwe.